# Route nationale 492
Die Route nationale 492, kurz N 492 oder RN 492, war eine französische Nationalstraße, die von 1933 bis 1973 zwischen Cuse-et-Adrisans und Salins-les-Bains verlief. Ihre Länge betrug 94 Kilometer. Ein Teilabschnitt wurde in den 1980er Jahren zur Départementsstraße 50 umgewidmet.